# カッシーナ (企業)
カッシーナ（伊: Cassina S.p.A.）は、イタリアの高級家具メーカー。
モダンデザイン家具の製造・販売を行っており、モダニズム建築の著名作家が設計した家具の復刻（リプロダクション）でも知られる。

## 歴史

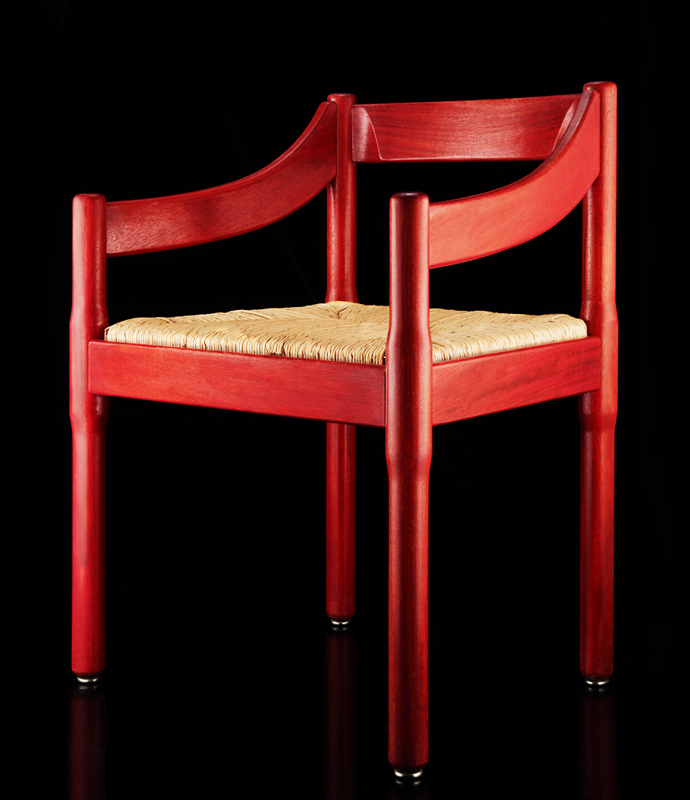
ヴィコ・マジストレッティが1959年にデザインし、カッシーナ社によって生産された「カリマーテ・チェア」

1927年、北イタリア・ミラノ近郊のメーダにおいて、チェーザレとウンベルトのカッシーナ兄弟によって「アメデーオ・カッシーナ」(Amedeo Cassina) 社として設立。
当初は手工業的な生産であったが、第二次世界大戦後、カッシーナ社は外部のデザイナーとのコラボレーションを開始、多様な家具（椅子、アームチェア、テーブル、ソファ、ベッドなど）を生産するようになり、その規模と名声を拡大していく。
会社は、クルーズ客船、高級ホテル、レストランへの家具の納入によって発展を遂げていった。1952年にジオ・ポンティとともに豪華客船「アンドレア・ドーリア」のインテリアを手掛けたことは、会社の飛躍の大きな契機になったとされる。1954年、イタリアのすぐれた工業デザインに贈られるコンパッソ・ドーロ賞 (it:Premio Compasso d'oro) が創設されると、カッシーナ社が製造した椅子（カルロ・デ・カルリ設計）が受賞対象の1つとなった。1960年代半ば以降はもっぱら高級インテリア分野に企業活動の大部分を注力している。
1964年には、ル・コルビュジエがデザインした4種の家具を製造・販売する独占契約を結び、「カッシーナ・イ・マエストリ・コレクション」(Cassina I Maestri) を発表した。
1972年、ニューヨーク近代美術館 (MoMA) の展覧会 "Italy: the New Domestic Landscape" （キュレーターはエミリオ・アンバース）では、共催にあたった。1991年はカッシーナ社としてコンパッソ・ドーロ賞を受賞。
2005年、カッシーナ社は、同じイタリアの高級家具メーカーであるポルトローナ・フラウ・グループに買収された。2008年にはミラノで「メイド・イン・カッシーナ (made in cassina)」展を開催、同展覧会は日本にも巡回した。

## イ・マエストリ・コレクション
「カッシーナ・イ・マエストリ・コレクション」(Cassina I Maestri) は、モダニズム建築の著名デザイナーが手掛けた家具の復刻コレクションである。ル・コルビュジエとピエール・ジャンヌレ、シャルロット・ペリアンのチームがデザインした4種の家具のリプロダクション（1964年）がその最初であり、これには、LC1、LC2、LC3 アームチェア（「グランドコンフォート」 (Grand Confort) として知られるシリーズ）、および LC4 デッキチェア  (ru:LC4)  が含まれる。今日においてもカッシーナ社は、ル・コルビュジエ・デザインの世界的なライセンシーである。
「イ・マエストリ・コレクション」は、1968年にベルリンのバウハウス資料館からバウハウス製品の一部の複製権を取得、次いで1971年にヘリット・リートフェルトおよびフランク・ロイド・ライトがデザインした作品、1972年にチャールズ・レニー・マッキントッシュがデザインした作品についての権利を取得し、規模を拡大した（日本での販売代理店カッシーナ・イクスシーの年表によれば、リートフェルト、マッキントッシュの作品の復刻が1973年に発売となっている）。
以後、1983年にグンナール・アスプルンドの家具の複製権を取得、1986年にはフランク・ロイド・ライト財団からフランク・ロイド・ライトがデザインした家具（これには、1937年のバレルチェアも含まれる）の複製権を取得しており、2004年にはシャルロット・ペリアンの家具についての権利を得、「イ・マエストリ・コレクション」に加えている。2008年にはフランコ・アルビニ（1948年にカッシーナ社が最初に協働した外部デザイナーである）を「イ・マエストリ・コレクション」に加えた。

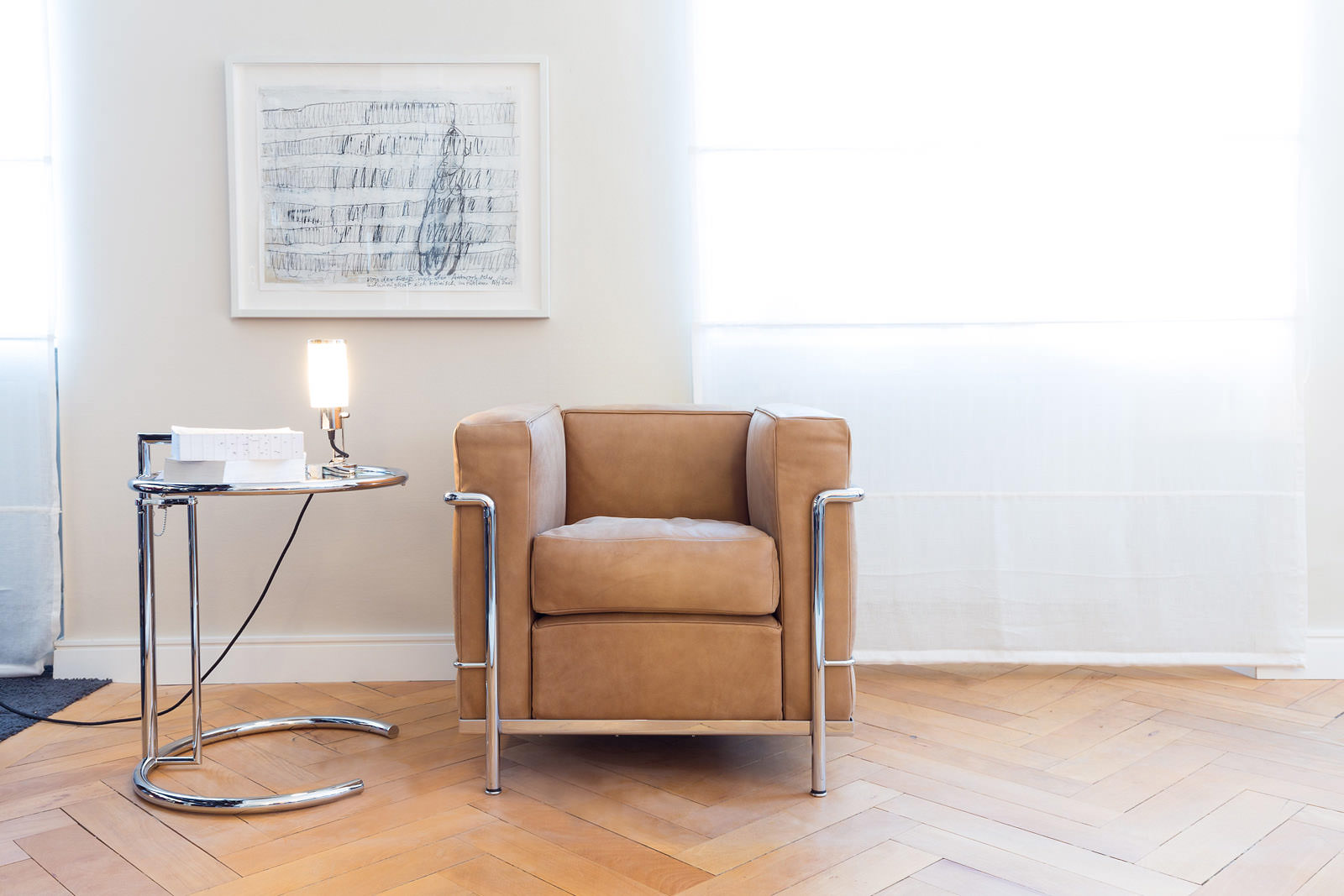
LC2
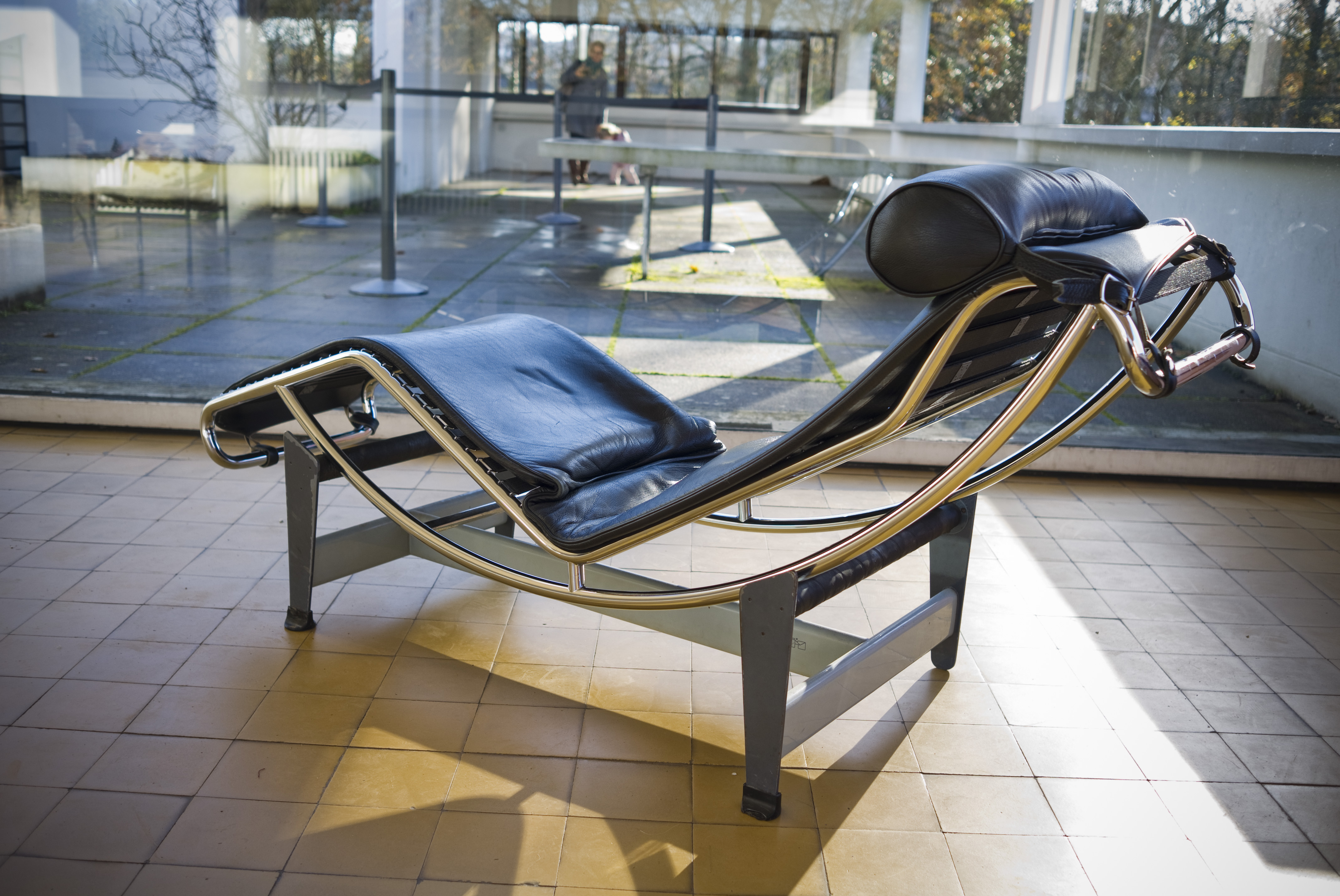
LC4